# Theodore Rombouts
Theodore Rombouts, né le 2 juillet 1597 à Anvers et mort dans la même ville le 14 septembre 1637, est un peintre baroque flamand des Pays-Bas espagnols, au début du XVIIe siècle.  Il est surtout connu pour ses scènes de genre caravagesques représentant des rassemblements dramatiques animés ainsi que ses œuvres à thème religieux. Il est considéré comme le représentant principal et le plus original du caravagisme flamand. Ces Caravaggisti faisaient partie d'un mouvement international d'artistes européens qui ont interprété l'œuvre du Caravage et de ses adeptes de manière personnelle.

## Biographie
Fils de Bartholomeus Rombouts et de Barbara de Greve,, il est l'apprenti à Anvers de Frans (Franchois) van Lanckvelt en 1608 et ensuite d'Abraham Janssens et finalement peut-être aussi de Nicolas Régnier. Il part en Italie pour continuer sa formation au cours d'un séjour de 9 ans de 1616 à 1625. Il séjourne à Florence où il travaille probablement pour Cosme II de Médicis, grand-duc de Toscane, et à Rome où il est mentionné en 1620.
À son retour d'Italie en 1625, il s'installe à Anvers, grand centre artistique depuis le XVIe siècle. Il y devient maître et s'inscrit à la Guilde de Saint-Luc, la corporation des maîtres de la ville. Il se marie le 16 septembre 1627 à Anne van Thielen, fille de Libert van Thielen, seigneur de Couwenbergh (patriciat à Malines). Elle est enterrée dans l'église Saint-Jacob le 31 mai 1639 (Rombouts / Van Lerius 1872, dl 1, p 450 et note 1). Son beau-frère est Jan Philip van Thielen, qui devient son apprenti et ensuite un peintre floral.
Dans la période 1628-1630, Rombouts est doyen de la guilde à Anvers. Il est très à la mode et Antoine van Dyck fit un portrait de lui en 1632. En 1635, Rombouts collabore avec d'autres artistes au programme des décorations de la Joyeuse entrée du Cardinal-infante Ferdinand d'Autriche à Anvers, qui est sous la direction générale de Rubens.  Il meurt à Anvers peu de temps après l'achèvement de ce projet de décoration.
Les apprentis des Rombouts sont Nicolaas van Eyck, son beau-frère Jan Philip van Thielen et Paulus Robyns.

## Son œuvre
Il peint principalement des œuvres profanes ainsi que quelques retables et commandes civiles. Ses œuvres profanes représentent des compagnies joyeuses, des musiciens, des joueurs de cartes, ainsi que certains autres thèmes caraveggesques tels que la négation de Saint-Pierre et des cinq sens. Il a travaillé sur commande et pour le marché libre. Nombre de ses commandes provenaient de mécènes basés dans la ville de Gand.

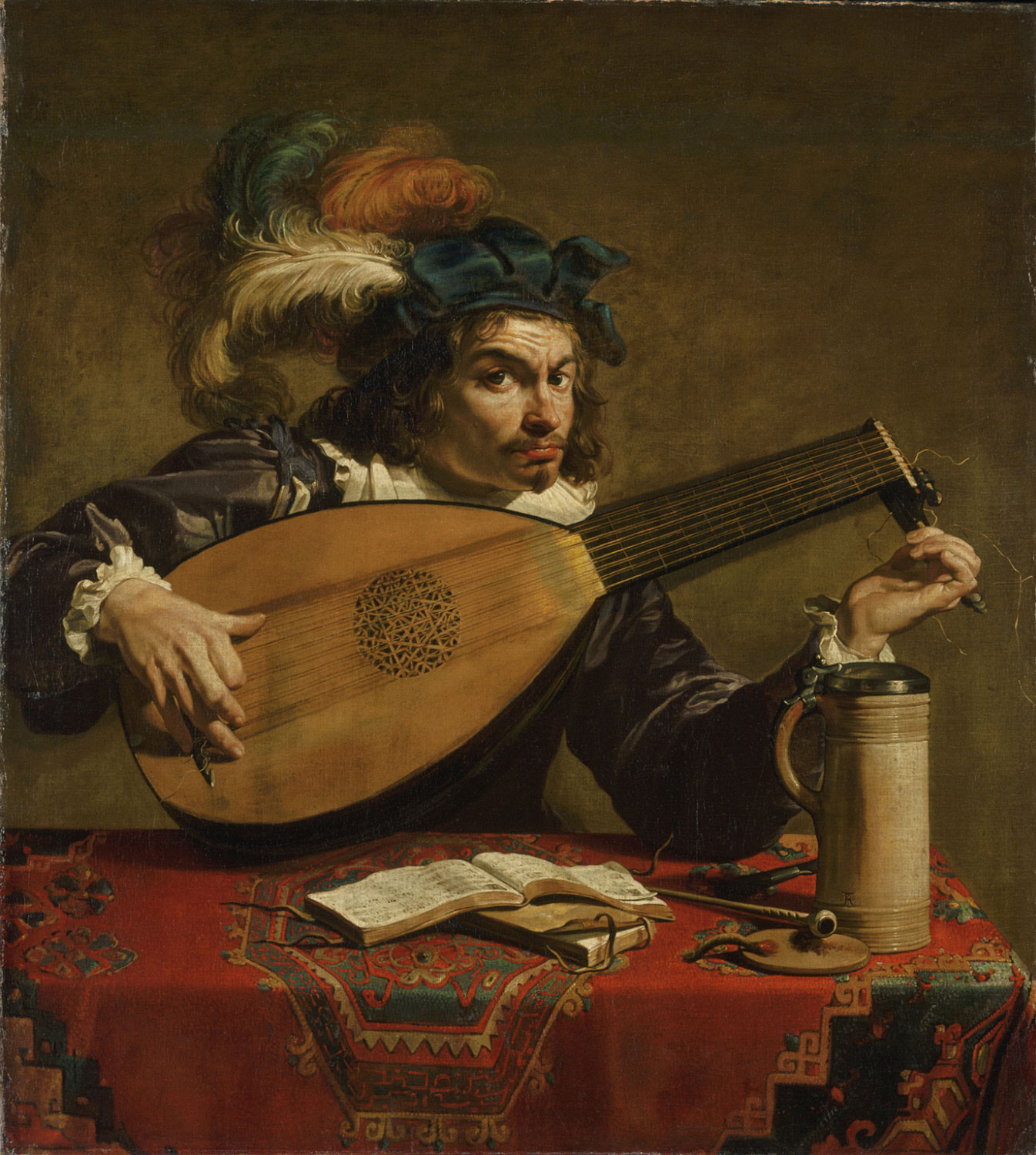
Le joueur de luth

Ses scènes de genre monumentales étaient peintes sur des toiles horizontales. Il a également peint quelques œuvres religieuses et mythologiques sur des toiles horizontales.
Ses premières œuvres sont dans l'idiome de son maître Abraham Janssens qui fut l'un des premiers artistes flamands à peindre dans un style influencé par le Caravage combiné à de fortes tendances classicistes. Son séjour en Italie et particulièrement à Rome a laissé sur son œuvre l'empreinte marquante du Caravage, grand maître italien du baroque, avec lequel il partage le goût du contraste et du clair-obscur, à tel point qu'on peut évoquer un style caravagesque flamand au sujet de son œuvre.  
Rombouts est le premier peintre flamand qui, comme Gerrit van Honthorst dans la République néerlandaise, a peint des musiciens uniques, hommes ou femmes. Il est probable qu'il a développé ce type de peinture sous l'influence directe des œuvres des disciples du Caravage dont il avait vu les œuvres en Italie plutôt que par l'intermédiaire des caravagistes néerlandais. Le Joueur de luth (Musée royal des Beaux-Arts d'Anvers, années 1620) est un bon exemple de l'influence de Manfredi et de Valentin de Boulogne sur les Caravagistes flamands. D'autres peintres flamands tels que Jacob Jordaens, Gonzales Coques, Jan Cossiers et Gillis Remeeus adopteront plus tard le type du musicien unique.  Les thèmes des cinq sens et des sept péchés capitaux apparaissent souvent dans son œuvre.
Il collabore souvent avec d'autres maîtres flamands comme Adriaen van Utrecht pour lequel il rajoute des personnages à ses compositions de nature morte.

## Œuvres choisies
- Joueurs de cartes, 1616-1626, huile sur toile, 150 × 241 cm, Statens Museum for Kunst, Copenhague[9]
- Joueurs de cartes, vers 1620, musée de l'Ermitage, Saint-Pétersbourg.
- Homme accordant son luth, 1625-1637, musée du Louvre, Paris
- Compagnie musicale avec Bacchus, vers 1630, 106 × 163 cm, Collection Kremer, New York[10]
- La Cuisine, années 1630, huile sur toile, 153 × 197 cm, Musée de l'Ermitage, Saint-Pétersbourg[11]
- L'Échanson, 1628-1632, huile sur toile, 118 × 98,3 cm, MUba Eugène-Leroy
- Allégorie des cinq sens, 1632, huile sur toile, 207 × 288 cm, Musée des beaux-arts de Gand[12], commande de l'évêque gantois, Monseigneur Triest[13].
- Reniement de saint Pierre, Musée Liechtenstein, Vaduz.
- Prométhée, 154 × 222 cm, musées royaux des beaux-arts de Belgique, Bruxelles[14]
- Joueurs de cartes, musée royal des beaux-arts, Anvers.
- Joueurs de cartes, Residenzgalerie, Salzbourg.
- Le Repas, musée de Tessé, Le Mans.
- Marchands de gibiers et de légumes (en collaboration avec Adriaen van Utrecht pour les natures mortes), musée de Cambrai, Cambrai.
- Les Joueurs de cartes, musée de Cambrai.
- L'Arracheur de dents, Musée d'art Roger-Quilliot, Clermont-Ferrand

Œuvres choisies
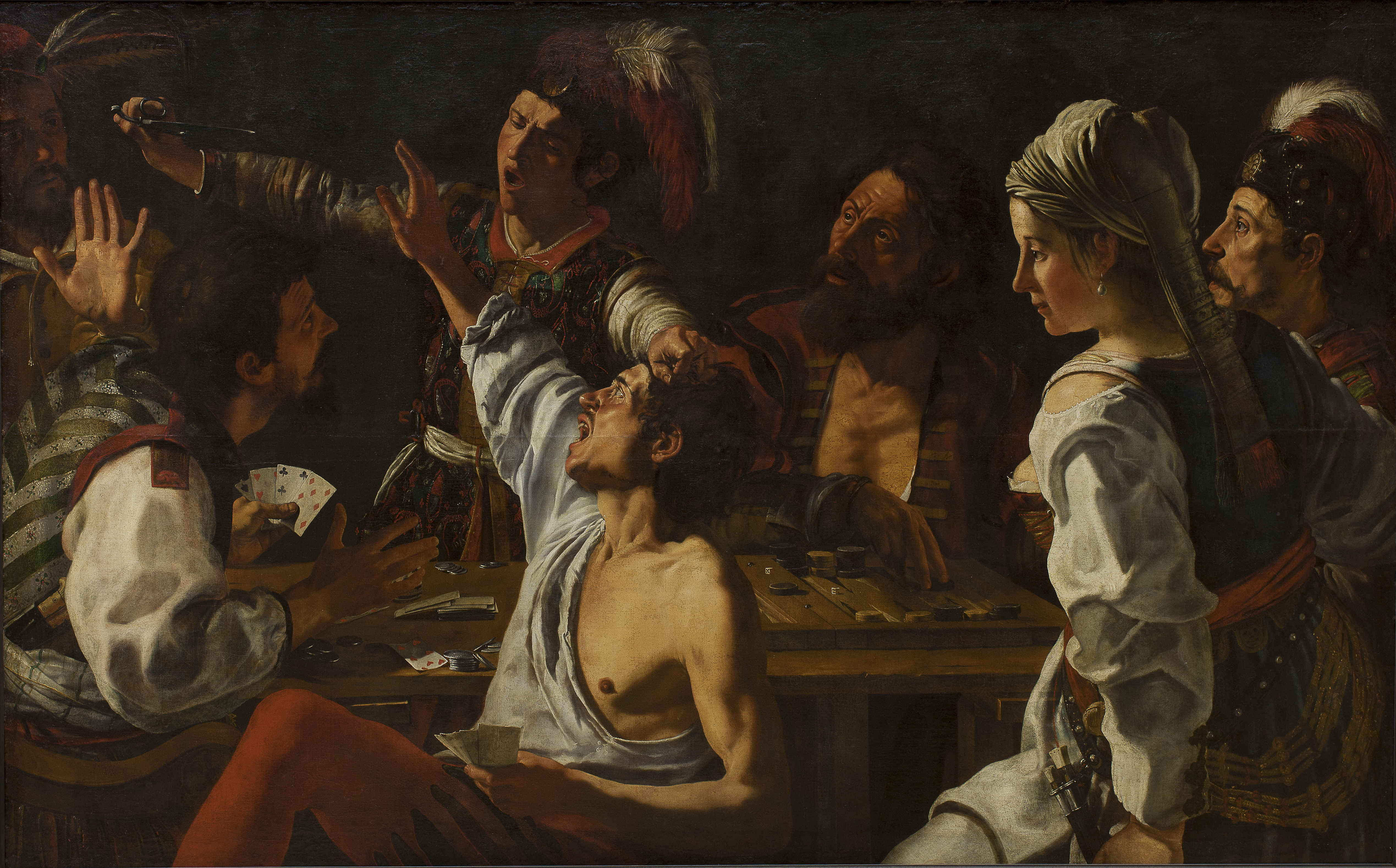
Joueurs de cartes, 1616-1626 Copenhague.
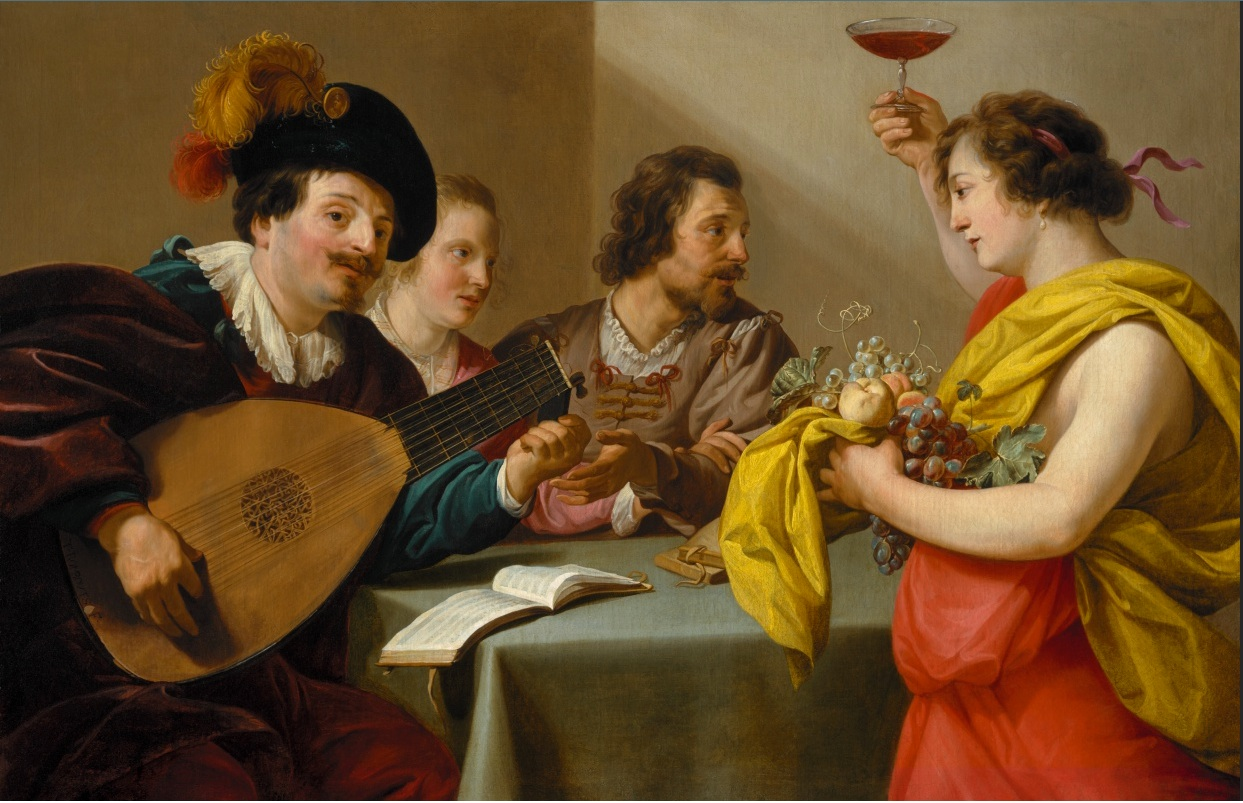
Compagnie musicale, vers 1630 Collection Kremer.
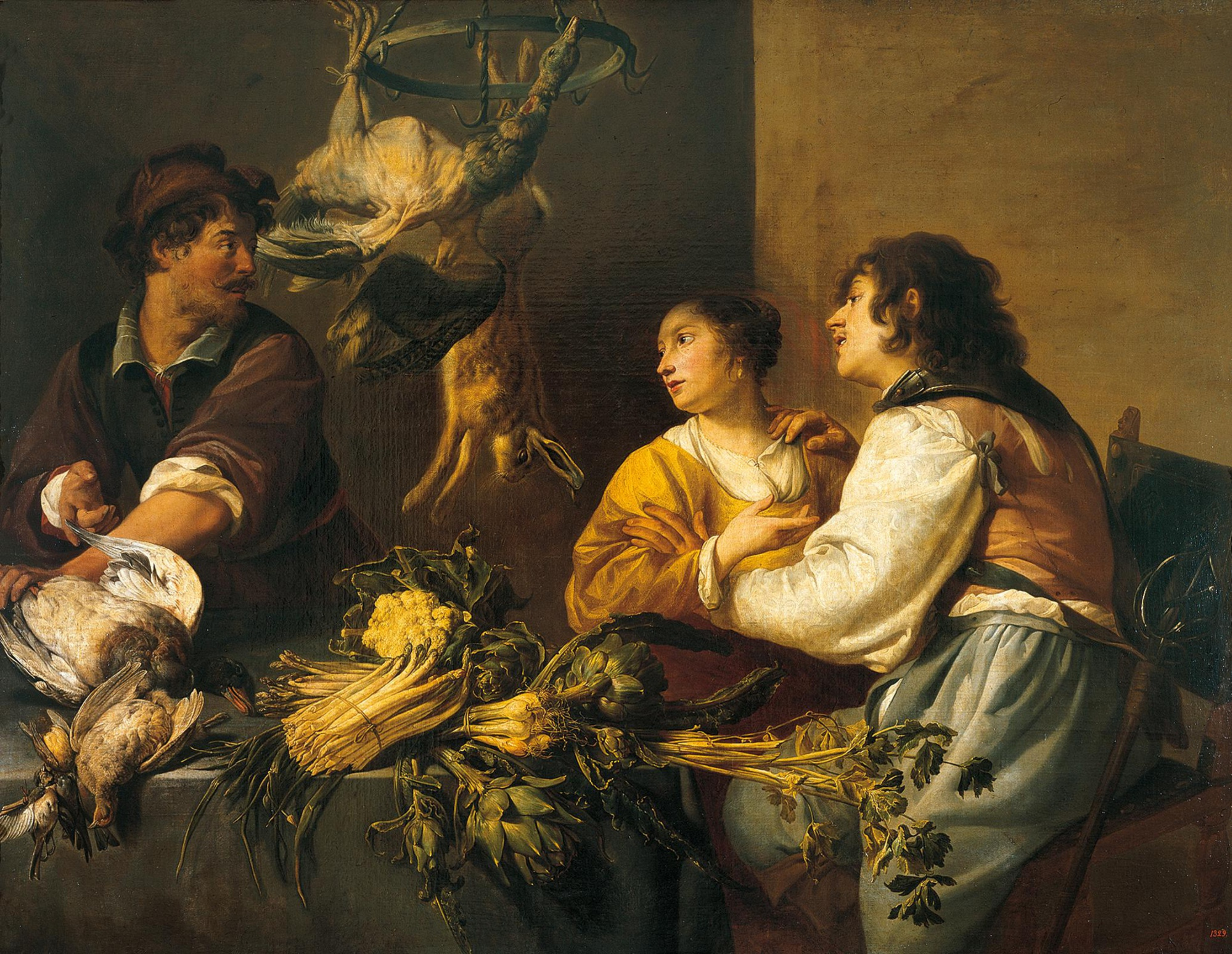
La Cuisine, collaboration avec Adriaen van Utrecht, années 1630 Ermitage.
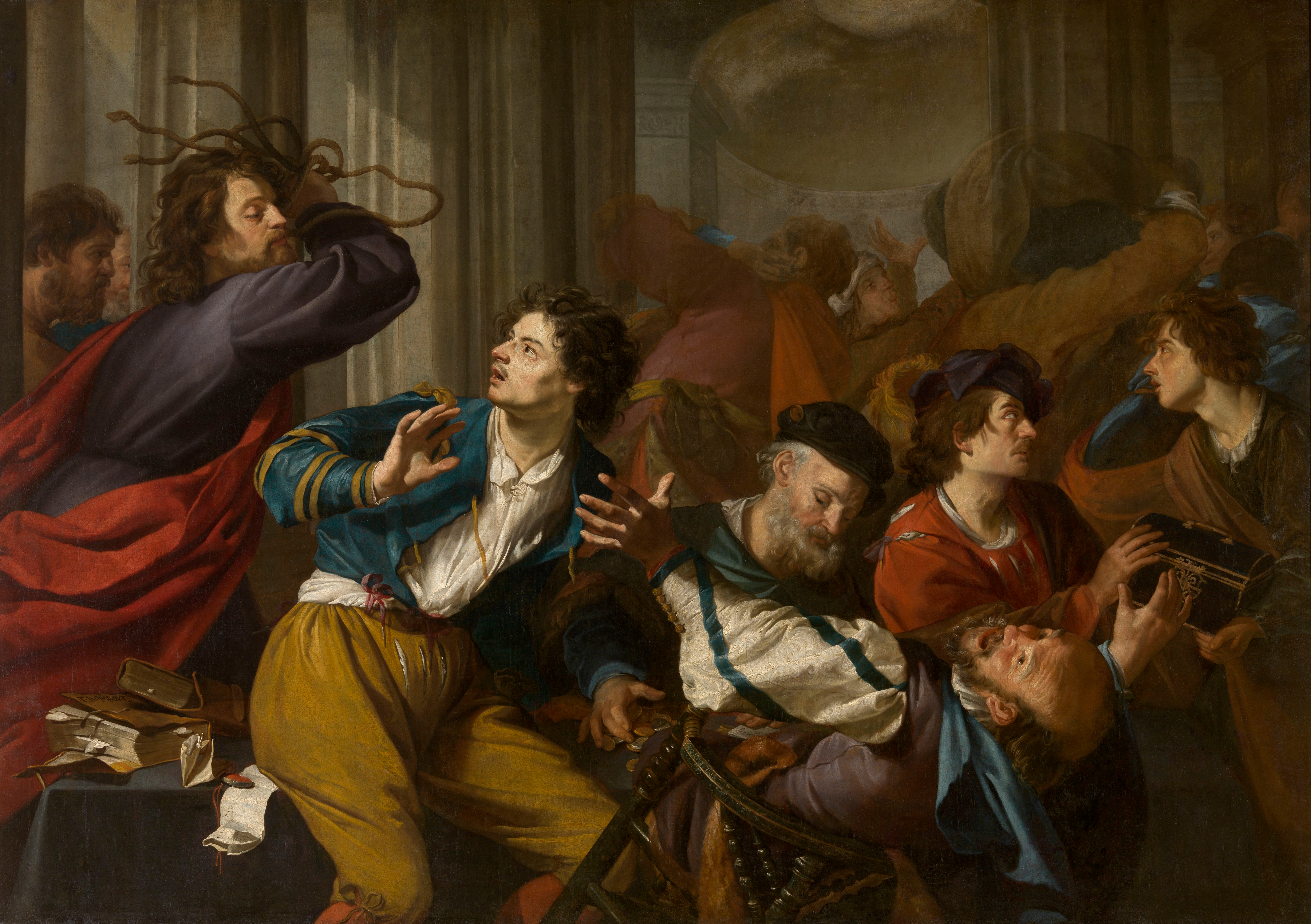
Le Christ chassant les marchands du Temple, années 1630 - Musée Liechtenstein.
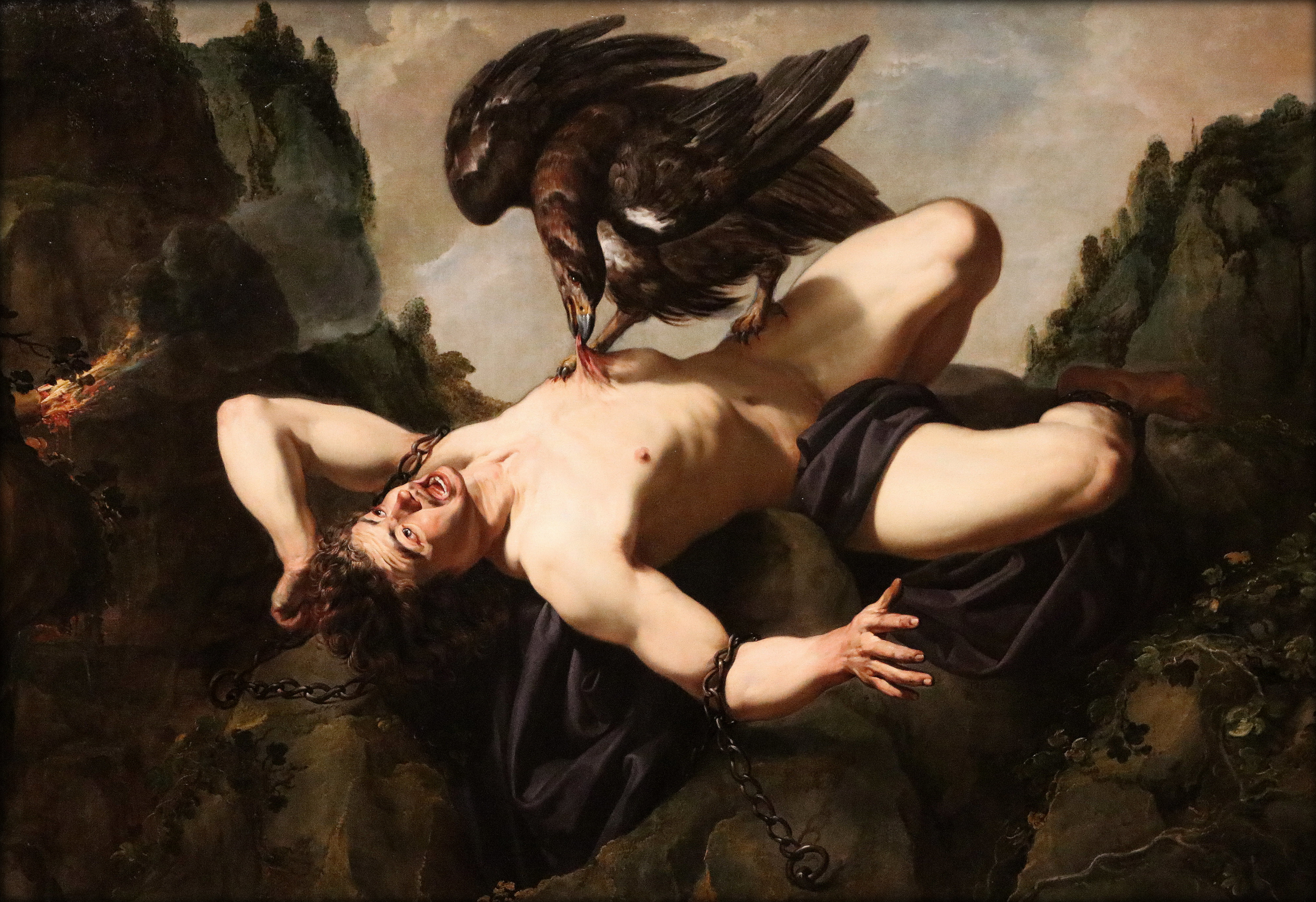
Promethée, 1635 - Bruxelles - Musées Royaux des Beaux Arts de Belgique
L'arracheur de dents, 1638 - Gand, Musée des Beaux arts